# Lechuguillas, Veracruz
Lechuguillas är en ort i Mexiko.   Den ligger i kommunen Vega de Alatorre och delstaten Veracruz, i den sydöstra delen av landet, 270 km öster om huvudstaden Mexico City. Lechuguillas ligger 17 meter över havet och antalet invånare är 447.
Terrängen runt Lechuguillas är platt norrut, men åt sydväst är den kuperad. Havet är nära Lechuguillas åt nordost. Runt Lechuguillas är det ganska tätbefolkat, med 54 invånare per kvadratkilometer. Närmaste större samhälle är Villa Emilio Carranza, 3,9 km sydväst om Lechuguillas. Omgivningarna runt Lechuguillas är en mosaik av jordbruksmark och naturlig växtlighet.